# 휴먼 커넥톰 프로젝트
휴먼 커넥톰 프로젝트(Human Connectome Project)는 사람의 커넥톰을 연구하고자 하는 프로젝트이다. 2018년 11월 16일에 공식적으로 완전히 종료되었다.
성과 중 하나로는 남성은 좌뇌와 우뇌가 독립적으로 강하게 발달한 반면 여성은 좌우를 연결하는 신경망이 강하게 발달되어있다는 것이 있다. 이를 통해 남자는 멀티태스킹에 약하고, 여자는 지도를 잘 보지 못한다는 사회적인 통념에는 과학적인 근거가 있다는 사실이 밝혀졌다.